# David Trézéguet
David Sergio Trézéguet (Rouen, França, 15 d'octubre del 1977), és un exjugador de futbol professional francès d'origen argentí i fill de l'exjugador Jorge Trézéguet. Jugava com a davanter i destacava per la seva facilitat a l'hora de fer gols. Trézéguet ha estat internacional amb selecció de futbol de França en 66 ocasions des que debutes l'any 1998 i amb la qual ha marcat 34 gols hi ha disputat tres Copes del Món.

## Palmarès
En total Trézéguet suma 12 dotze títols, tres d'ells individuals.

### França
- 1 Copa Mundial de la FIFA (1998)
- 1 Eurocopa (2000)

### Mònaco
- 2 Ligue 1 (1997 i 2000)

### Juventus
- 2 Serie A (2002 i 2003)
- 1 Serie B (2007)
- 2 Supercopa italiana de futbol (2002 i 2003)

### Individual
- 1 Jugador de l'any de la Serie A (2002)
- 1 Futbolista estranger de l'any de la Serie A (2002)
- 1 Màxim golejador de l'any de la Serie A (2002)